# 公关摄影
公关摄影，是公共关系摄影的简称，是摄影师为公关公司或利益集团有计划、有目的采集经过事先策划，充分准备好的公共关系活动的图片，从而进行有益于企业宣传，树立自身形象的摄影活动。